# Pünte (Wiltshausen)

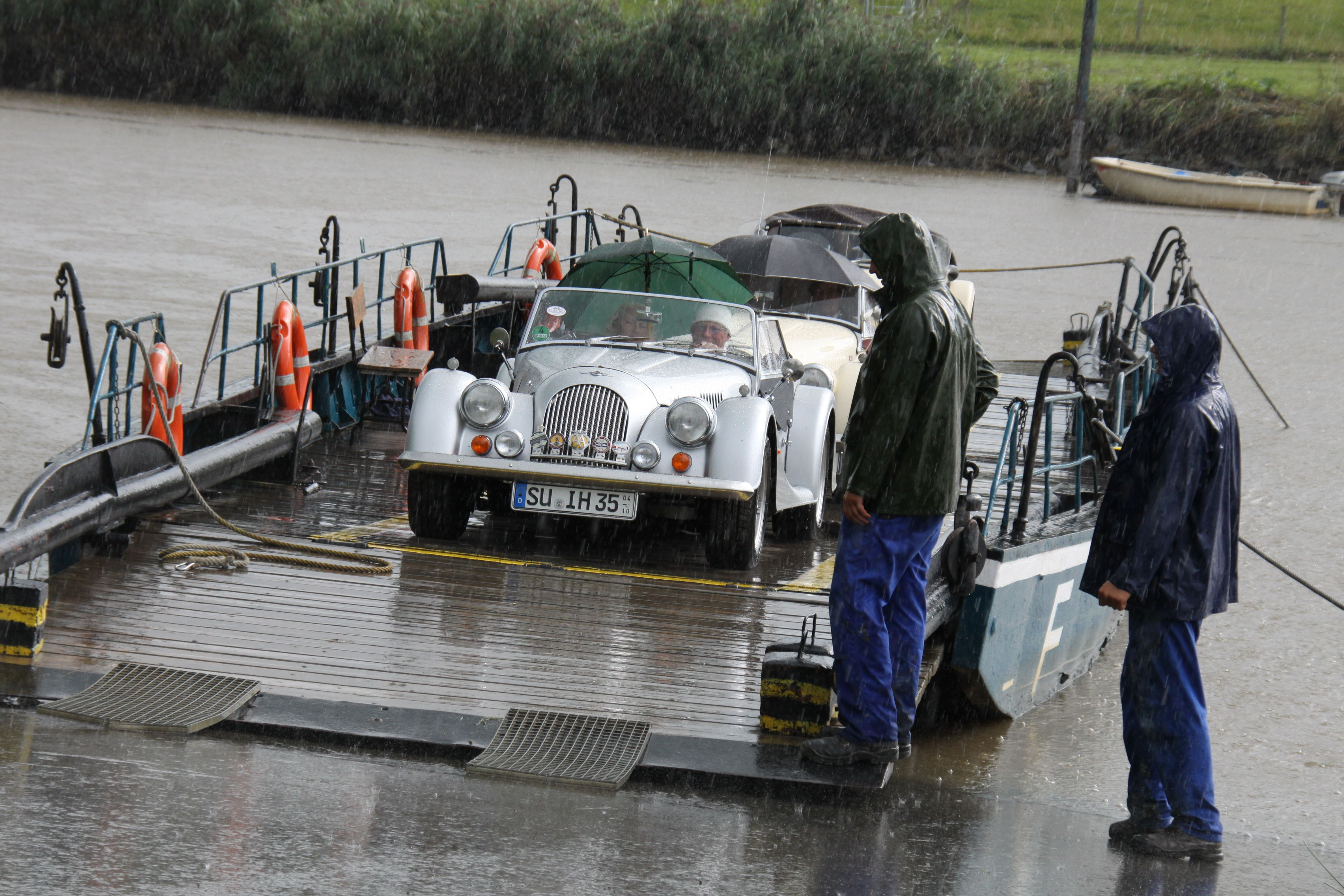
Die Pünte an der Anlegestelle Wiltshausen

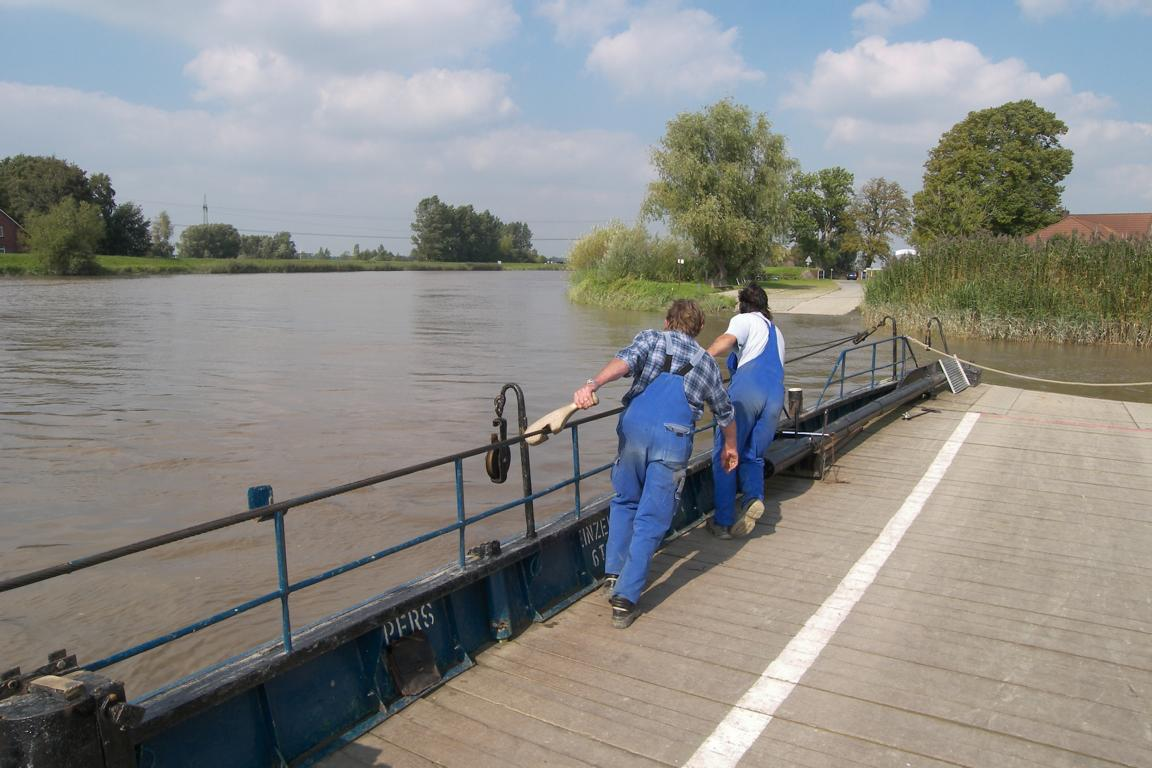
Die Fährmänner bei der Arbeit

Die Pünte in Wiltshausen, einem Stadtteil von Leer in Ostfriesland, ist eine kleine handbetriebene Binnenfähre über die Jümme, dicht bei deren Mündung in die Leda, die ihrerseits nach etwa acht Kilometern bei Leerort in die Ems mündet. Sie verbindet die Orte Amdorf und Wiltshausen und ist die älteste handgezogene Fähre Nordeuropas.
Die Pünte wurde bereits 1562 zum ersten Mal urkundlich erwähnt. Sie wurde zuletzt  bis 1975 vom Landkreis betrieben und dann aus Kostengründen eingestellt. Bei der Bekanntgabe der Schließung 1974 formierte sich eine Bewegung unter den Bürgern zum „Verein zur Förderung und Erhaltung der historischen Pünte als Denkmal auf dem Wasser e. V.“ (Pünten-Verein), der den Fährbetrieb 1988 wieder aufnahm. 2002 wurde die Pünte unter Denkmalschutz gestellt.
Der Verein hatte von Anfang an mehrere hundert einheimische Mitglieder, später weitere aus aller Welt. Sogar Menschen, welche die Pünte nie gesehen haben, nutzten den Hinweis auf den Fährtickets von Bekannten oder Verwandten, die im Urlaub mit der Pünte übergesetzt waren, um dem Verein beizutreten. Obwohl der Verein gemeinnützig ist, kommt er seit den 1980er Jahren ohne öffentliche Zuschüsse aus.
Der handbetriebene, am Seil geführte Fährprahm kann bis zu drei Pkw und etwa 30 Passagiere transportieren. Die Betriebszeiten Mai bis September und Mittwoch bis Sonntag weisen die Pünte heute als relativ stark touristisch orientiert aus. Die Püntensaison beginnt traditionell am 1. Mai und wird volksfestähnlich gefeiert.
In der Nähe verkehrt die Pünte in Lehe (Emsland) über die Ems, vorrangig an Wochenenden. Weitere Pünten im Landkreis Leer, in Halte, Hilkenborg, Esklum und Loga, wurden noch vor der Pünte in Wiltshausen stillgelegt. 
Koordinaten: 53° 13′ 24″ N, 7° 31′ 31″ O